# Мізенгеймер (Північна Кароліна)
Мізенгеймер (англ. Misenheimer) — селище (англ. village) в США, в окрузі Стенлі штату Північна Кароліна. Населення — 650 осіб (2020).

## Географія
Мізенгеймер розташований за координатами 35°28′39″ пн. ш. 80°17′9″ зх. д. / 35.47750° пн. ш. 80.28583° зх. д. (35.477368, -80.285873).  За даними Бюро перепису населення США в 2010 році селище мало площу 4,21 км², з яких 4,20 км² — суходіл та 0,01 км² — водойми.

## Демографія
Згідно з переписом 2010 року, у селищі мешкало 728 осіб у 111 домогосподарстві у складі 63 родин. Густота населення становила 173 особи/км².  Було 133 помешкання (32/км²).
Расовий склад населення:
| - 87,5 % — білих - 7,1 % — чорних або афроамериканців - 1,4 % — азіатів - 0,3 % — корінних американців - 1,5 % — осіб інших рас |

До двох чи більше рас належало 2,2 %. Частка іспаномовних становила 4,3 % від усіх жителів.
За віковим діапазоном населення розподілялося таким чином: 4,5 % — особи молодші 18 років, 91,0 % — особи у віці 18—64 років, 4,5 % — особи у віці 65 років та старші. Медіана віку мешканця становила 20,9 року. На 100 осіб жіночої статі у селищі припадало 131,1 чоловіків;  на 100 жінок у віці від 18 років та старших — 130,9 чоловіків також старших 18 років.
Середній дохід на одне домашнє господарство  становив 37 480 доларів США (медіана — 27 361), а середній дохід на одну сім'ю — 45 598 доларів (медіана — 46 250). За межею бідності перебувало 17,3 % осіб, у тому числі 19,0 % дітей у віці до 18 років та 7,1 % осіб у віці 65 років та старших.
Цивільне працевлаштоване населення становило 265 осіб. Основні галузі зайнятості: освіта, охорона здоров'я та соціальна допомога — 62,6 %, роздрібна торгівля — 14,3 %, будівництво — 7,2 %, виробництво — 5,7 %.